# Fulica gigantea
La tagua gigante (Fulica gigantea), también denominada focha gigante o gallareta gigante, es una especie de ave gruiforme de la familia Rallidae propia de Sudamérica, estando presente en el altiplano de Argentina, Bolivia, Chile, y Perú.
En Chile se distribuye desde la región de Arica y Parinacota hasta la región de Antofagasta, siendo en este país donde se encuentra el lugar con mayor densidad poblacional de la especie: el lago Chungará, ubicado en el parque nacional Lauca.
No se conocen subespecies.
Mide entre 48 y 64 cm, siendo grande en relación con otras taguas, de las que se distingue claramente por ser la única de patas rojas. Su cabeza es peculiar, siendo voluminosa y presentando una corona «partida» por un escudo estrecho que hace parecer que presentara dos bultos a cada lado de la corona. Su pico presenta un patrón complejo, siendo principalmente rojo, con la punta amarilla, la zona frontal blanca y con la base de la mandíbula superior de color amarillo.

## Galería

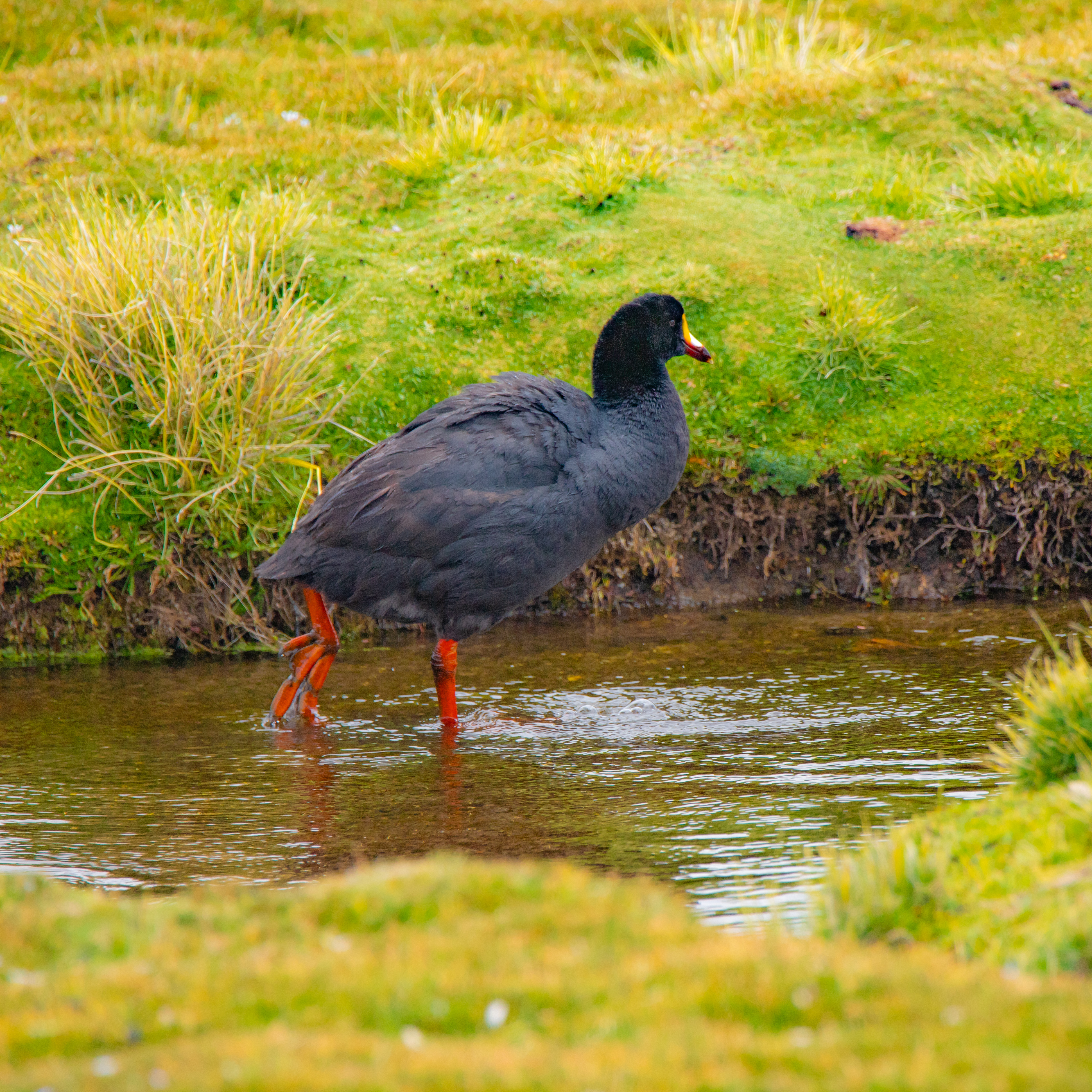
Adulto en el bofedal de Parinacota, Chile.
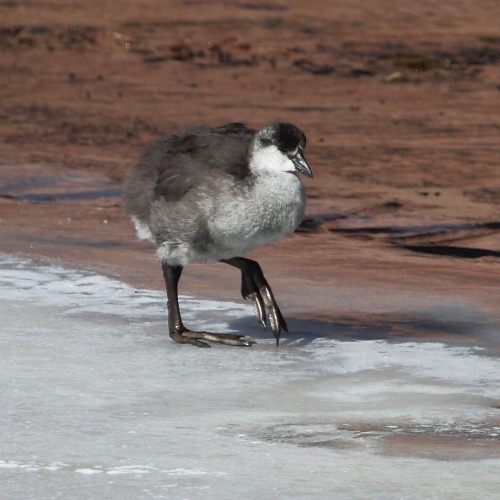
Joven.
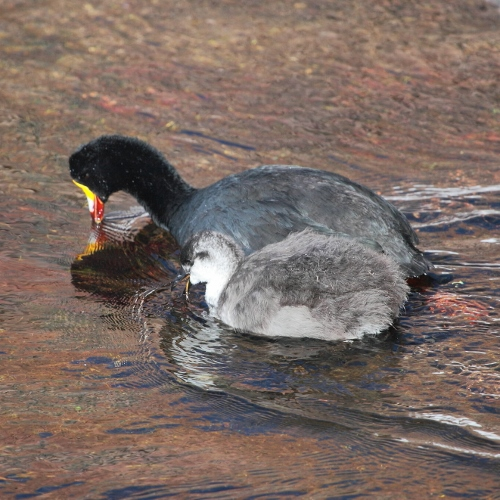
Adulto y cría.